# Prinia à ailes rousses
Prinia erythroptera
Espèce
Synonymes
Heliolais erythropterus
Statut de conservation UICN

 LC  : Préoccupation mineure
Le Prinia à ailes rousses (Prinia erythroptera), parfois appelé Fauvette à ailes rousses ou Fauvette-roitelet à ailes rousses, est une espèce d'oiseau de la famille des cisticolidae. Préalablement, il a été considéré comme d'un taxon monotypique Heliolais.

## Taxonomie
Le prinia à ailes rousses a été décrit initialement par le naturaliste écossais William Jardine en 1849 sous le nom de Drymoica erythroptera.
Son nom erythroptera a pour étymologie le grec eruthros qui signifie rouge et -pteros ou à ailes.

## Répartition et sous-espèces
On connaît quatre sous-espèces :
- P. e. erythroptera (Jardine, 1849) – savane soudanienne occidentale et mosaïque de forêt-savane guinéenne
- P. e. jodoptera (Heuglin, 1864) — aire disjointe du Cameroun à l'Ouganda
- P. e. major (Blundell & Lovat, 1899) — ouest de l'Éthiopie
- P. e. rhodoptera (Shelley, 1880) — Afrique de l'Est australe.

La majorité des taxonomistes place cette espèce dans le genus Prinia plutôt que dans le genus Heliolais,.
Un argument pour ce choix a été apporté par la phylogénétique moléculaire et une étude des Cisticolidae publiée en 2013 et qui montre que le prinia à ailes rousses est proche des prinias.

## Description
On reconnaît cet oiseau à sa longue queue et au contraste entre ses ailes rousses et son dessous clair. La tête et le dos se couvrent en plumes grises en période nuptiale contre un plumage brun en période non nuptiale.
On le confond parfois avec le prinia modeste mais il a l'aile rousse et n'a pas le sourcil clair.

## Mode de vie
Oiseau des savanes, il fréquente les espaces arborés avec de grandes herbes. Il reste discret à l'ombre du sous-bois mais parfois se perche sur des branches élevées, en particulier pour chanter. Il produit alors une suite rapide de sifflements auquel répond un autre individus par des tics.